# Ylimmäinen (sjö i S:t Michel, Södra Savolax)
Ylimmäinen är en sjö i kommunen S:t Michel i landskapet Södra Savolax i Finland. Sjön ligger 94,3 meter över havet. Arean är 1,36 kvadratkilometer och strandlinjen är 16,07 kilometer lång. Sjön  ingår i Vuoksens huvudavrinningsområde.   Den ligger nära S:t Michel och omkring 210 kilometer nordöst om Helsingfors. 
I sjön finns ön Kaivannonsaari. 